# Paulita Pappel
Paulita Pappel (ur. 13 grudnia 1987 w Madrycie) – hiszpańska reżyserka, scenarzystka i koordynatorka ds. intymności przy realizacji filmów, zamieszkała w Berlinie w Niemczech. Jest założycielką amatorskiego serwisu pornograficznego Lustery i niezależnej firmy produkcyjnej Hardwerk. Jest także kuratorką The Pornfilmfestival Berlin.

## Wczesne życie oraz wykształcenie
Pappel urodziła się w 1987 roku w Madrycie w Hiszpanii. Wychowana w feministycznym duchu, już na początku swojego życia zafascynowała się pornografią. W 2005 roku Pappel ukończyła szkołę i przeniosła się do Niemiec. Marzyła o zostaniu gwiazdą porno i opuściła Hiszpanię, ponieważ czuła się skrępowana jej katolicko-faszystowską specyfiką. Pappel uczęszczała na Wolny Uniwersytet Berliński, gdzie studiowała komparatystykę i uzyskała licencjat w roku 2013.

## Kariera
Podczas studiów w WUB Pappel odkryła społeczność zrzeszoną wokół queer-feminizmu z pozytywnym nastawieniem do seksu i zaangażowała się w nią. Jej przekonania polityczne skłoniły ją do zmierzenia się ze społecznymi tabu i piętnami dotyczącymi seksualności. Jako aktywistka, zaczęła występować w queerowych feministycznych filmach pornograficznych. Pappel pracowała w kilku queerowych produkcjach feministycznych, takich jak Share (2010), reż. Marit Östberg i Mommy Is Coming, reż. Cheryl Dunye. Wystąpiła także w kilku filmach założonej przez Eriki Lust serii XConfessions.
Od 2015 roku Pappel pracuje jako producentka i reżyserka przy wielu produkcjach. Jest również zaangażowana w berlińską feministyczną społeczność queer porn, a także postrzegana jako ikona kultury alternatywnego porno. Opowiada się za kulturą pozytywnej seksualności i zgody na seks. Pappel jest także współorganizatorką i kuratorką Pornfilmfestival Berlin. W 2016 roku Pappel założyła portal Lustery, platformę poświęconą życiu seksualnemu prawdziwych par z całego świata, które filmują swoje współżycie i dzielą się nim ze społecznością. W 2020 roku Pappel założyła firmę producencką Hardwerk, a także portal hardwerk.com, platformę feminizmu seks-pozytywnego z obszerną biblioteką filmów porno.

## Wybrana filmografia

### Aktorka
| Rok  | Tytuł                                     | Reżyser filmowy                |
| ---- | ----------------------------------------- | ------------------------------ |
| 2010 | Share                                     | Marit Östberg                  |
| 2012 | Hasenhimmel                               | Oliver Rihs                    |
| 2012 | Mommy Is Coming                           | Cheryl Dunye                   |
| 2013 | Space Labia                               | Lo-Fi Cherry                   |
| 2014 | XConfessions Vol. 3                       | Erika Lust                     |
| 2014 | Magic Rosebud                             | Roberta Pinson/Lavian Rose     |
| 2014 | Performance                               | Hanna Bergfors/Kornelia Kugler |
| 2015 | When we are together we can be everywhere | Marit Östberg                  |
| 2016 | XConfessions Vol. 6                       | Erika Lust                     |
| 2018 | XConfessions Vol. 12                      | Poppy Sanchez                  |
| 2019 | Instinct                                  | Marit Östberg                  |
| 2019 | Eva Sola                                  | Lara Rodriguez Cruz            |
| 2019 | The Intern – A Summer of Lust             | Erika Lust                     |

Źródła: iafd.com i imdb.com.

### Reżyser/Producent
| Rok  | Tytuł                                        |
| ---- | -------------------------------------------- |
| 2016 | Female Ejaculation                           |
| 2016 | Birthday Surprise                            |
| 2016 | The Tinder Sex Experiment                    |
| 2016 | Lustery                                      |
| 2017 | Refugees Welcome                             |
| 2017 | Meanwhile in a parallel universe             |
| 2017 | The Toilet Line                              |
| 2018 | It Is Not The Pornographer Who Is Perverse.. |
| 2019 | Bride Gang                                   |
| 2019 | Gang Car Gang                                |
| 2019 | Ask me Bang                                  |
| 2020 | Labyrinth Gang                               |
| 2020 | Kill Gang                                    |
| 2020 | Hey Siro                                     |
| 2020 | Hirsute                                      |
| 2020 | Masquerade of Madness                        |
| 2021 | Even Closer / Hautnah                        |
| 2021 | Ask me Bang Delfine                          |
| 2021 | Hologang                                     |

Źródła: iafd.com i imdb.com.